# Wally West
Wally West (pełne nazwisko Wallace Rudolph West) – fikcyjna postać (superbohater), znana z serii komiksów wydawanych przez DC Comics. Twórcami postaci są John Broome i Carmine Infantino, po raz pierwszy się pojawił we Flash vol. 1 #110 (styczeń 1960). Wally West oryginalnie działał jako nastoletni superbohater Kid Flash. Później jako trzecia postać w uniwersum DC Comics zaczął używać pseudonimu Flash. Przed nim używali go Jay Garrick i Barry Allen. Podobnie jak oni, Wally obdarzony jest Mocą Szybkości (Speed Force), która pozwala mu poruszać się z niebywałą szybkością.
Wally West pojawił się również w niektórych serialach i filmach animowanych, a także grach komputerowych, bazujących na komiksach DC. Najbardziej znana wersja adaptowana tej postaci pochodzi z seriali animowanych Liga Sprawiedliwych (Justice League) i Liga Sprawiedliwych Bez Granic (Justice League Unlimited).
W zestawieniu „100 największych superbohaterów wszech czasów” portalu internetowego IGN, Wally West zajął 8 miejsce.

## Opis postaci
Wally West urodził się w pochodzącej z Nebraski rodzinie Rudolpha i Mary Westów. Jako chłopiec był wielkim fanem Flasha. W wieku 10 lat udał się w odwiedziny do swojej ciotki Iris, mieszkającej w mieście Central City, gdzie również mieszkał i działał jego idol. Wówczas poznał jej narzeczonego – Barry’ego Allena, kryminalistyka pracującego w laboratorium lokalnej policji (CCPD), a zarazem „przyjaciela” superbohatera (którym w rzeczywistości był). Wally po raz pierwszy mógł poznać swojego idola, który opowiedział mu, jak posiadł swoje moce. Gdy pewnego dnia Wally znalazł się w policyjnym laboratorium, doszło do identycznego wypadku, jak ten, w wyniku którego Barry nabył swoje moce. Do pomieszczenia wpadła błyskawica i w reakcji z chemikaliami chłopak zyskał superszybkość oraz inne moce, jakie posiada Flash. Barry postanowił uczynić Wally’ego swoim pomocnikiem. Jako Kid Flash, chłopak odbył wiele przygód. Został m.in. członkiem założycielem drużyny nastoletnich superbohaterów, znanej jako Młodzi Tytani (Teen Titans).
Po tym, jak w czasie trwania Kryzysu na Nieskończonych Ziemiach (Crisis on Infinite Earths), jego wujek oddał życie, próbując powstrzymać złoczyńcę o nazwie Anti-Monitor, Wally został jego następcą. Działając odtąd jako trzeci Flash, wstąpił w szeregi Ligi Sprawiedliwości (Justice League). Jego nową siedzibą stało się fikcyjne miasto Keystone City w stanie Kansas. Ożenił się z Lindą Park, z którą miał dwoje bliźniąt o imionach Jay i Iris.

## Wersje alternatywne
Wally West pojawił się w niektórych komiksach z serii Elseworlds, która przedstawiają znanych bohaterów uniwersum DC w zupełnie innych realiach i czasach, m.in.:
- W Przyjdź Królestwo (Kingdom Come) autorstwa Marka Waida i Alexa Rossa, gdzie został ukazany jako jeden z wielu członków odrestaurowanej przez Supermana Ligi Sprawiedliwości. Stał się on ucieleśnieniem Mocy Szybkości i zawierał w sobie duchy poprzednich wcieleń. Według superbohatera Spectre’a po tym, jak Superman zawiesił swoją działalność, Wallace stał się obrońcą miasta Keystone City (z którego uczynił utopię), nieustannie patrolując jego ulice. Poruszał się z taką szybkością, że praktycznie stał się niewidoczny, jednak jego obecność była odczuwalna. Dzięki swojej niezwykłej mocy udało mu się na krótko pochwycić niewidzialnego świadka wydarzeń, Normana McCaya. Był jedynym z nielicznych nadludzi, którym udało się przeżyć ostateczną zagładę superbohaterów.

## W innych mediach

### Seriale i filmy animowane

#### Wczesne animacje
- W serialu animowanym The Superman/Aquaman Hour of Adventure, głos pod postać Kid Flasha/Wally’ego Westa podłożył Tommy Cook.

#### DC Animated Universe
- Wally pojawił się (wyłącznie jako Flash) w serialach animowanych tworzących DC Animated Universe (DCAU). Zadebiutował on gościnnie w drugim sezonie serialu Superman (Superman: The Animated Series), w odcinku Demony szybkości (Speed Demons). Następnie pojawił się w Liga Sprawiedliwych (Justice League), Static Shock (odcinek A League of Their Own) i Liga Sprawiedliwych Bez Granic (Justice League Unlimited) W oryginalnej wersji językowej głosu użyczyli mu kolejno: Charlie Schlatter (Superman), a później Michael Rosenbaum (Liga Sprawiedliwych, Static Shock i Liga Sprawiedliwych Bez Granic). W polskiej wersji językowej głosu użyczyli mu Jacek Bończyk (Superman), a następnie Marcin Przybylski (Liga Sprawiedliwych, Liga Sprawiedliwych Bez Granic).

#### Teen Titans
- W serialu animowanym Młodzi Tytani (Teen Titans), Kid Flash pojawia się w odcinku sezonu piątego pod tytułem Lightspeed. Głosu postaci użyczył Michael Rosenbaum.

#### Batman: The Brave and The Bold
- W serialu animowanym Batman: Odważni i bezwzględni (Batman: The Brave and The Bold) postać Kid Flasha/Wally’ego Westa pojawia się pierwszy raz w odcinku Requiem dla Szkarłatnego Speedstera (Requiem for a Scarlet Speedster!) z drugiego sezonu serialu. W oryginalnej wersji językowej głosu użyczył mu Hunter Parrish. W polskiej wersji językowej głosu użyczył mu Adam Pluciński.

#### Young Justice
- W serialu animowanym Liga Młodych (Young Justice), Wally pojawia się jako 15-letni pomocnik Flasha – Mały Flash (Kid Flash). Na początku sprzeczał się z Robinem o przywództwo w drużynie, które jednak przekazano Wodnikowi. Z każdej misji zbierał jakąś pamiątkę. Od początku starał się o względy Marsjanki Megan, a zarazem często popadał w konflikty z łuczniczką Artemis. Mimo sprzeczności on i Artemis pod koniec pierwszego sezonu zostają parą. W drugim sezonie (Young Justice: Invasion) Wally porzucił rolę superbohatera i rozpoczął życie z Artemis. Był niezadowolony z faktu, że jego narzeczona została wysłana przez Dicka Graysona na ryzykowną misję zinfiltrowania organizacji „Światło”. Wally ostatecznie umiera pod koniec drugiego sezonu, w czasie próby ocalenia świata. W oryginalnej wersji językowej głosu użyczył mu Jason Spisak, natomiast w polskiej wersji językowej głosu użyczył mu Klaudiusz Kaufmann.

#### DC Universe Animated Original Movies
- W filmie animowanym Liga Sprawiedliwych: Kryzys na dwóch Ziemiach (Justice League: Crisis on Two Earths) głosu Flashowi/Wally’emu Westowi użyczył aktor Josh Keaton.

### Gry komputerowe
Wally West/Kid Flash/Flash pojawił się w następujących grach komputerowych:
- W Justice League Task Force z 1995 roku na platformy: SNES i Sega Mega Drive.
- W Justice League Heroes z 2006 roku na platformy: Xbox, PlayStation 2, PlayStation Portable i Nintendo DS.
- W DC Universe Online z 2011 roku na platformy: PlayStation 3 i Microsoft Windows.
- W Young Justice: Legacy z 2013 roku na PlayStation 3, Xbox 360, Wii, Nintendo DS, Nintendo 3DS i Microsoft Windows